# ハーディング郡 (ニューメキシコ州)
ハーディング郡 (Harding County) は、アメリカ合衆国ニューメキシコ州にある郡。2000年の総人口は810人で、郡庁所在地はモスケロである。郡の名前は、アメリカ合衆国第29代大統領のウオレン・G・ハーディングにちなむ。

## 地理
総面積は5,506 km² (2,126 mi² )。陸地面積は5,505 km² (2,125 mi²)、水面積は2 km² (1 mi²)で、全体の0.03%を占める。

## 近接する郡
- ユニオン郡 (ニューメキシコ州) - 北, 北東
- クワイ郡 (ニューメキシコ州) - 南東
- サンミゲル郡 (ニューメキシコ州) - 南
- モラ郡 (ニューメキシコ州) - 西
- コルファクス郡 (ニューメキシコ州) - 北西

## 人口統計
以下は2000年の国勢調査における人口統計データである。
| 基礎データ - 人口: 810人 - 世帯数: 371世帯 - 家族数: 231家族 - 人口密度: 0/km² (0/mi²） - 住居数: 545軒 - 住居密度: 0/km² (0/mi²) 人種別人口構成 - 白人: 84.32% - アフリカン・アメリカン: 0.37% - ネイティブアメリカン: 1.36% - その他の人種: 10.62% - 混血(2人種間以上の): 3.33% - ヒスパニック・ラテン系: 44.94% 世帯と家族（対世帯数） - 全世帯数: 371世帯 - 18歳未満の子供がいる:22.10% - 結婚・同居している夫婦: 52.60% - 未婚・離婚・死別女性が世帯主: 7.50% - 非家族世帯: 37.50% - 単身世帯: 35.30% - 65歳以上の老人1人暮らし: 21.00% - 平均構成人数 - 世帯: 2.18人 - 家族: 2.84人 | 年齢別人口構成 - 18歳未満: 20.20% - 18-24歳: 4.60% - 25-44歳: 18.80% - 45-64歳: 28.10% - 65歳以上: 28.30% - 年齢の中央値: 49歳 - 性比（女性100人あたり男性の人口） - 総人口: 102.50人 - 18歳以上: 102.50人 収入と家計 - 収入の中央値 - 世帯: 26,111米ドル - 家族: 36,667米ドル - 性別 - 男性: 22,750米ドル - 女性: 15,750米ドル - 人口1人あたり収入: 16,240米ドル - 貧困線以下 - 対家族: 12.90% - 対人口: 16.30% - 18歳未満: 31.30% - 65歳以上: 11.30% |

## 主な市および町
- モスケロ
- Roy